# Pyrrhura hoffmanni
Il parrocchetto alizolfo (Pyrrhura hoffmanni Cabanis, 1861) è un uccello della famiglia degli Psittacidi. Affine al P. melanura, con taglia attorno ai 24 cm e classificato in due sottospecie, P. h. hoffmanni e P. h. gaudens, vive nel sud della Costa Rica e nella zona ovest di Panama, tra i 1000 e i 2400 metri. Si diversifica per una scagliatura giallo-verde che copre testa, collo, petto e parte del ventre e per la totale assenza di scudo sul basso petto e sul ventre; ha un segno rosso dietro l'occhio e remiganti bluastre.